# Jaciment de la Vinya del Taulé
El Jaciment de la Vinya del Taulé, també conegut com a Terraplè del Felip és un jaciment arqueològic situat al municipi de Peramola, a la comarca de l'Alt Urgell.

## Descripció
En l'actualitat hi ha uns camps de conreu de cereal i vinya, en plena explotació agropecuària, sobre una poc densa terrassa fluvial del Segre. La datació inicial és de -3.000.000 i la final de -9.000.

## Descobriment i història de les intervencions arqueològiques
El desembre de 2004 es realitza una intervenció preventiva superficial als terrenys afectats pel Projecte de la variant d'Oliana, a càrrec de l'empresa arqueològica Àtics SL, finançada per la Direcció General de Carreteres, i l'empresa Entorn SL com promotora.

## Troballes arqueològiques
S'hi ha recollit en superfície macroindústria lítica sobre còdols tallats en forma de Choopers, Chooping-tools i bifacials sobre roques dures locals de la mateixa terrassa fluvial entre les que són habituals la corneana o cornubianita. El material aflora en superfície periòdicament per les remocions de terra degudes a les feines agrícoles.
Actualment, el material es troba a Cal Rutxé, Peramola.